# Żabbar St. Patrick Football Club
Żabbar St. Patrick Football Club es un equipo de fútbol profesional maltés que actualmente juega en la Premier League de Malta de la liga maltesa de fútbol y que fue fundado en 1912. Está establecido en la ciudad de Żabbar y juega sus partidos de casa en el Il-Foss.

## Entrenadores
- Atanas Marinov (1997-1998)
- Winston Muscat (¿?-2009)
- Alfred Attard (2009-2011)
- Atanas Marinov (2013-)

## Palmarés
- Primera División de Malta (1): 2004
- Segunda División de Malta (1): 1981/82[2]